# Нејт Мендел
Нејтан Грегор Мендел (енгл. Nathan Gregor Mendel; Ричланд, 2. децембар 1968) је бас-гитариста америчке рок групе Фу фајтерс. Члан је Фу фајтерса од 1995. године.
Има сина по имену Ноа Мендел.

## Дискографија

### Фу фајтерс
- The Colour and the Shape (1997)
- There is Nothing Left to Lose (1999)
- One by One (2002)
- In Your Honor (2005)
- Echoes, Silence, Patience & Grace (2007)
- Wasting Light (2011)
- Sonic Highways (2014)
- Concrete and Gold (2017)

### Sunny Day Real Estate
- Diary (1994)
- Sunny Day Real Estate (1995)

### The Fire Theft
- The Fire Theft (2003)

### Lieutenant
- If I Kill This Thing We’re All Going to Eat for a Week (2015)

### The Nightwatchmen
- The Fabled City (2008)